# Korynetes ruficornis
Korynetes ruficornis är en skalbaggsart som beskrevs av Sturm 1837. Korynetes ruficornis ingår i släktet Corynetes, och familjen brokbaggar. Enligt den svenska rödlistan är arten sårbar i Sverige. Arten förekommer på Öland och Götaland. Artens livsmiljö är skogslandskap, jordbrukslandskap.